# Buriram United Football Club
Il  Buriram United Football Club (in thailandese: สโมสรฟุตบอลบุรีรัมย์ ยูไนเต็ด?) è una società calcistica thailandese con sede nella città di Buriram. Fondata nel 1970, milita nella Thai League 1.

## Strutture
La Chang Arena è diventato lo stadio di casa del PEA Buriram a partire dall'11 giugno 2011, in sostituzione di un vecchio stadio di calcio di Buriram anche denominato I-Mobile Stadium. La costruzione del nuovo stadio è costato circa 400 milioni di baht, e lo stadio ha una capienza di 24.000 spettatori. Il nuovo stadio è anche chiamato Thunder Castle Stadium. La nuova Chang Arena si trova a circa 3 chilometri a sud ovest del centro di Buriram.

## Sponsor
Le seguenti aziende sono sponsor del BPEA ,sono chiamati anche "BPEA Partners":
- Philips
- Chang
- AirAsia
- King Power
- Coca-Cola
- I-Mobile
- CP
- Yamaha
- Carabao Dang

## Palmarès

### Competizioni nazionali
- Thai League 1: 11

2008, 2011, 2013, 2014, 2015, 2017, 2018, 2021-2022, 2022-2023, 2023-2024, 2024-2025
- Thai FA Cup: 7

2011, 2012, 2013, 2015, 2021-2022, 2022-2023, 2024-2025
- Thai League Cup: 8

2011, 2012, 2013, 2015, 2016, 2021-2022, 2022-2023, 2024-2025
- Kor Royal Cup: 4

2013, 2014, 2015, 2016

### Competizioni internazionali
- Mekong Club Championship: 2

2015, 2016

- ASEAN Club Championship: 1

2024-2025

### Altri piazzamenti
- Thai League 1:

Secondo posto: 2005, 2010, 2019, 2020-2021
- Thai FA Cup:

Finalista: 2018
Semifinalista: 2019
- Thai League Cup:

Finalista: 2010, 2014, 2019
Semifinalista: 2018, 2024
- Thai League 2:

Secondo posto: 2003-2004
Terzo posto: 2002-2003
- Kor Royal Cup:

Finalista: 2009, 2012

## Organico

### Rosa 2024-2025
| N. |                       | Ruolo | Calciatore                         |
| -- | --------------------- | ----- | ---------------------------------- |
| 2  | Thailandia (bandiera) | C     | Sasalak Haiprakhon                 |
| 3  | Thailandia (bandiera) | D     | Pansa Hemviboon                    |
| 4  | Germania (bandiera)   | D     | Robert Bauer                       |
| 5  | Thailandia (bandiera) | D     | Theerathon Bunmathan               |
| 6  | Australia (bandiera)  | D     | Curtis Good                        |
| 7  | Brasile (bandiera)    | A     | Guilherme Bissoli                  |
| 8  | Thailandia (bandiera) | C     | Ratthanakorn Maikami               |
| 9  | Thailandia (bandiera) | A     | Supachai Jaided                    |
| 10 | Thailandia (bandiera) | A     | Suphanat Mueanta                   |
| 11 | Thailandia (bandiera) | C     | Pathompol Charoenrattanapirom      |
| 13 | Filippine (bandiera)  | P     | Neil Etheridge                     |
| 15 | Thailandia (bandiera) | D     | Narubadin Weerawatnodom (capitano) |
| 16 | Australia (bandiera)  | C     | Kenny Dougall                      |

| N. |                       | Ruolo | Calciatore            |
| -- | --------------------- | ----- | --------------------- |
| 17 | Singapore (bandiera)  | A     | Ilhan Fandi           |
| 23 | Serbia (bandiera)     | C     | Goran Čaušić          |
| 29 | Thailandia (bandiera) | P     | Yotsapon Teangdar     |
| 31 | Thailandia (bandiera) | C     | Anuwat Noicheunphan   |
| 42 | Thailandia (bandiera) | D     | Maxx Creevey          |
| 50 | Thailandia (bandiera) | D     | Kritsana Daokrajai    |
| 58 | Thailandia (bandiera) | A     | Pattara Soimalai      |
| 59 | Thailandia (bandiera) | P     | Nopphon Lakhonphon    |
| 62 | Thailandia (bandiera) | C     | Airfan Doloh          |
| 64 | Thailandia (bandiera) | C     | Thirapak Prueangna    |
| 67 | Thailandia (bandiera) | C     | Thanadol Kaosaart     |
| 88 | Thailandia (bandiera) | C     | Watcharakorn Manoworn |
|    | Brasile (bandiera)    | C     | Lucas Crispim         |

## Squadre affiliate
- Ratchaburi Mitr Phol FC
- Leicester City
- PSV